# Kleine Ehe
Die Kleine Ehe ist ein mit ihrem Hauptoberlauf Biegenbach zusammen etwa acht, auf ihrem Namensstrang etwa fünf Kilometer langer Bach im südlichen Steigerwald überwiegend in der Marktgemeinde Sugenheim im mittelfränkischen Landkreis Neustadt an der Aisch-Bad Windsheim, der nach etwa ostsüdöstlichem Lauf unterhalb des Sugenheimer Pfarrdorfes Deutenheim von links in den oberen Ehebach mündet.

## Name
Der Name leitet sich von germanisch *ahwō für 'Wasserlauf' ab.

## Geographie

### Verlauf
Die Kleine Ehe entsteht auf etwa 324 m ü. NHN am Südrand des Pfarrdorfes Krassolzheim von Sugenheim aus dem Zusammenfluss des deutlich kürzeren und einzugsgebietsärmeren linken Riedgrabens mit dem auch noch viel höher entspringenden rechten Biegenbach, in dessen linker Unterlauf-Wiesenaue der Riedgraben entsteht, um sich dann aber zwischendurch weit von diesem Hauptoberlaufstrang zu entfernen. Der Biegenbach entsteht in zwei Quellarmen weit im Westen in den bewaldeten Höhen des Steigerwaldes in den Gebieten anderer Gemeinden.
Die Kleine Ehe fließt in einer fast von Anfang an weiten und flachen Talmulde zunächst ostwärts, bis ihr der am Hüllerberg nordwestlich von Krassolzheim entstehende Brückleinsbach von links zufließt, dessen Lauf wie schon beim Riedgraben zur Gänze in der offenen Flur verläuft. Danach zieht die Kleine Ehe bis zur Mündung ostsüdöstlich weiter. Sie erreicht so bald das größtenteils rechts am Ufer und am Hang liegende Ingolstadt. Danach mündet an der Kläranlage des Sugenheimer Kirchdorfs der Geroldsbach oder Gerlesbach aus dem Westsüdwesten, der zum Einzugsgebiet der Kleinen Ehe über die Hälfte beiträgt; auch sein Ursprung liegt in den Waldbergen im Westen. Auf halbem Wege danach zum nächsten Pfarrdorf Ezelheims der Gemeinde links am Ufer beginnt rechts in der Aue der Krautbeetgraben seinen Auenlauf neben dem Bach, der an der Kläranlage nach Ezelheim von rechts zuläuft, kurz darauf gefolgt vom Schwadengraben von derselben Seite, der allerdings höher in den Flurhügeln zwischen Ezelheim und Krautostheim im oberen Ehebachtal seinen entsteht.
Weniger als 200 Meter weiter mündet die Kleine Ehe von links zwischen Deutenheim ober- und Sugenheim unterhalb auf etwa 309 m ü. NHN in den Ehebach. Die auf dem Namenslauf ab dem Zusammenfluss von Biegenbach und Riedgraben etwa 4,9 km lang mit mittleren Sohlgefälle von nur etwa 3 ‰ fließende Kleine Ehe mündet nur 15 Höhenmeter unter diesem Ursprung. Schlägt man den Namensast des Biegenbachs zu ihr, dann ist sie 8,1 km lang, hat ein mittleres Sohlgefälle von etwa 5,7 ‰ und mündet 46 Höhenmeter unterhalb von dessen Quelle.
Die Kleine Ehe floss noch im 19. Jahrhundert in zahlreichen kleinen Schlingen durch ihre weite Aue, heute ist sie begradigt und der früher nach einem Unterlauf in ihrer rechten Aue erst kurz vor Ezelheim mündende Geroldsbach erreicht sie heute schon über einen halben Kilometer weiter aufwärts wenig nach Ingolstadt. Nur auf kurzen Abschnitten – gleich nach Krassolzheim und von Ezelheim bis zur Mündung – begleitet eine Gehölzgalerie den sonst kahlen Lauf, bis nahe an welchen vielerorts die Ackerflur reicht.

### Einzugsgebiet
Die Kleine Ehe hat ein etwa 34,3 km² großes Einzugsgebiet, das naturräumlich gesehen im Unterraum Südlichen oder Vorderen Steigerwald des Steigerwaldes liegt. Es ist im Bogen vom Westen über den Norden nach dem Osten von Waldkämmen des Mittelgebirges eingefasst und hat in südlicher Richtung die niedrigste Wasserscheide mit oft in der Flur liegenden Hügeln.
Vom östlichsten Punkt an der Mündung auf etwa 309 m ü. NHN bis auf den Schopfen nördlich von Krautostheim steigt die südöstliche Wasserscheide bis auf etwa 366 m ü. NHN an, hinter dem Kamm nimmt der Ehenbach auf seinem Abschnitt unmittelbar oberhalb der Mündung den Abfluss zur anderen Seite auf. Danach ist im Süden deren linker Zufluss Irrbach der nächste Konkurrent, zunächst auf niedrigerer Höhe vom Schopfen bis zum Haberbuck (336 m ü. NHN) bei Seehaus und weiter bis zum Fuß des Ostsporns, auf dem die Burgruine Hohenkottenheim liegt. Dort dann steigt die Südgrenze auf den Sporn und zieht im Bergwald westlich weiter über den Stellenberg, mit 433 m ü. NHN der höchste Berg im Süden, bis ans nahe Südwesteck des Einzugsgebietes.
Dort beginnt im Höhenwald die westliche Wasserscheide, anfangs gegen die obere Gollach, einen Tauber-Zufluss, bis zum Heidebuck (433 m ü. NHN), dann bis zum Hohen Landsberg (498 m ü. NHN) gegen deren langen Mittellaufzufluss Riederbach. Von dort auf dem restlichen Stück westlicher Wasserscheide bis zum ebenfalls 498 m ü. NHN hohen Scheinberg grenzt das der Iff an, die über den Breitbach deutlich oberhalb der Tauber den Main speist.
Auf dem Scheinberg knickt die Wasserscheide nach Osten und zieht auf einem schmalen Kamm aus Ippesheimer Katzenzipfel (441 m ü. NHN), Seinsheimer Katzenzipfel (459 m ü. NHN), Iffigheimer Berg (482 m ü. NHN) und anderen bis zum Steinbürg (426 m ü. NHN), hinter welchem der nun im Steigerwald fließende Gießgraben sein Wasser auf langem Bogen über die Bibart letztlich dem unteren Ehebach zuführt.
Das anschließende Reststück der Gesamtwasserscheide im Nordosten fällt recht stetig zur Kleine-Ehe-Mündung ab, jenseits streben Hüßbach, Tiefenbach und zuletzt der Ständlesgraben in fortlaufend kürzerem und weiter oben mündendem Lauf direkt zum abwärtigen Ehebach.
Etwas mehr als die Hälfte des Einzugsgebietes, der tiefliegende zentrale und südliche Teil, ist eine fast völlig offene Flurlandschaft, in der außer in den flachen Tallagen die Äcker dominieren. Um diesen Teil herum liegt außer im Süden ein Saum von Bergwäldern, der vor allem im Westen und Nordwesten recht breit ist.

### Zuflüsse und Seen
Liste der Zuflüsse und  Seen von der Quelle zur Mündung. Mit Gewässerlänge, Seefläche und Einzugsgebiet und Höhe. Andere Quellen für die Angaben sind vermerkt.
Zusammenfluss der Kleinen Ehe auf etwa 324 m ü. NHN am Südrand von Krassolzheim.
- Biegenbach, rechter Hauptstrang-Oberlauf von Westen, 3,2 km und ca. 8,6 km². Entsteht auf etwa 355 m ü. NHN ca. 1,7 km westlich des Reichelsbergs im Wald.
  -  Passiert auf etwa 343 m ü. NHN einen Teich am rechten Ufer im tiefsten Teil einer Flurbucht vom Reichelsberg her, ca. 0,1 ha.
  -  Passiert auf etwa 338 m ü. NHN eine Teichgruppe am Beginn der dauerhaft offenen Flur, zusammen ca. 0,4 ha.
  - Bauholzgraben, von links und Westnordwesten auf etwa 331 m ü. NHN an einer auskeilenden Waldspitze ca. 1,2 km westlich von Krassolzheim, ca. 3,1 km und ca. 4,0 km². Entsteht auf etwa 393 m ü. NHN südlich des Seinsheimer Katzenzipfels. Am Oberlauf unbeständig.
    -  Zufluss von rechts auf 374 m ü. NHN, 0,2 km, vom auf etwa 394 m ü. NHN liegenden Badersee, unter 0,1 ha.
    -  Passiert auf etwa 344–342 m ü. NHN drei Waldseen am linken Ufer an der Judenwiese, zusammen ca. 1,0 ha.
- Riedgraben, linker Nebenstrang-Oberlauf von zuletzt Nordwesten, ca. 1,3 km und ca. 1,1 km². Entsteht weniger als 400 Meter abwärts des Bauholzgraben-Zuflusses wenig über 40 Meter linksseits des Biegenbaches und zieht auf der ersten Laufhälfte nordostwärts, dann südostwärts der Siedlungsgrenze von Krassolzheim entlang.
- Brückleinsbach, von links und Nordwesten auf etwa 319 m ü. NHN vor Ingolstadt, ca. 2,8 km und ca. 5,6 km². Entsteht auf etwa 353 m ü. NHN nordöstlich des Neuenbergs. An diesem Zufluss wendet sich die Kleine Ehe auf Ostsüdostlauf.
- Geroldsbach oder Gerlesbach, von rechts und Westsüdwesten auf etwa 315 m ü. NHN nach Ingolstadt, ca. 5,4 km und ca. 18,2 km². Entfließt unbeständig auf etwa 352 m ü. NHN einem Kleinteich in einer Lichtung eben noch auf Weigenheimer Waldgemarkung. Der Bach fließt anfangs östlich, später östlich bis nordöstlich,
  -  Ca. 0,7 km westlich und oberhalb liegt im Einzugsgebiet auf etwa 365 m ü. NHN ein See mit Halbinsel im oberen Langen Grund, ca. 0,7 ha.
  -  Durchfließt und passiert zwischen etwas unter 350 m ü. NHN und etwas unter 340 m ü. NHN ein gutes halbes Dutzend Teiche, die ersten noch im Wald, die letzten in der nun offenen Flur, zusammen ca. 1,0 ha.
  - (Flurgraben), von rechts und Südwesten auf etwa 334 m ü. NHN nach Durchlaufen eines winzigen Teichs kurz vor der Mündung etwa einen halben Kilometer westlich des Ortsrandes von Nordheim, ca. 1,0 km und ca. 0,6 km². Entsteht auf etwa 356 m ü. NHN am Nordostfuß des Sporns der Burgruine Hohenkottenheim.
  - (Entwässerung), von rechts und Süden auf unter 325 m ü. NHN an einem Steg kurz vor dem Ortsende von Nordheim, ca. 0,6 km und ca. 0,6 km². Entwässert eine von Gräben durchzogene feuchte Geländemulde unmittelbar südlich von Nordheim und westlich von Nordheim-Seehaus.
An diesem Zufluss knickt der Geroldsbach nach links ab und fließt bis zum Ortsrand von Kottenheim etwa dreihundert Meter lang nördlich, danach östlich und nordöstlich.
    -  Durchfließt den Dorfweiher in Nordheim, ca. 0,4 ha.
- Krautbeetgraben, von rechts und Westnordwesten auf etwa 310 m ü. NHN kurz nach der Kläranlage unterhalb von Ezelheim, ca. 1,4 km und ca. 0,5 km². Entsteht auf etwa 314 m ü. NHN am Ostfuß des Ameisenbühls westlich von Ezelheim. Auengraben fast parallel zur Kleinen Ehe gegenüber Ezelheim, der am Unterlauf mit dem Schwadengraben über einen unbeständig wasserführenden Graben verbunden ist.
- Schwadengraben, von rechts und Westsüdwesten auf etwa 309 m ü. NHN weniger als 200 Meter vor der Mündung, ca. 3,7 km und ca. 3,1 km². Entsteht mit dem längsten Oberlauf auf etwa 328 m ü. NHN am östlichen Haberbuck. südöstlich von Seehaus. Anfangs meist unbeständiger Feldweggraben, am Unterlauf mit dem Krautbeetgraben über einen unbeständig wasserführenden Graben verbunden.

Mündung der Kleinen Ehe von links und etwa Westnordwesten auf 308 m ü. NHN etwa einen halben Kilometer nördlich des Ortsrandes von Deutenheim in den Ehebach. Der Bach ist auf seinem Namenslauf 5,0 km, zusammen mit seinem Oberlauf Biegenbach 8,2 km lang und hat ein Einzugsgebiet von ca. 34,2 km².
Der Ehebach selbst ist bis zu der Mündung der Kleinen Ehe zusammen mit seinem Oberlauf Bachwasengraben erst ca. 6,7 km lang und hat auch erst ein Einzugsgebiet von ca. 24,3 km² Das zudem im Einzugsgebiet der Kleinen Ehe die höheren Berge stehen, ist also der auch Große Ehe genannte Ehebach am Zusammenfluss eher die kleinere Ehe und die Kleine Ehe die größere.

### Orte und Gemeinden
Am Lauf der Kleinen Ehe liegen nacheinander das Pfarrdorf Krassolzheim (links am Zusammenfluss der Quellbäche), das Kirchdorf Ingolstadt (überwiegend rechts) und das Pfarrdorf Ezelheim (links), die alle Ortsteile von Markt Sugenheim sind. Die weiteren Orte im Einzugsgebiet gehören alle zu Markt Nordheim, es sind nacheinander Markt Nordheim selbst (beidseits) und danach das Dorf Kottenheim (links) am Geroldsbachs sowie die Einöde Seehaus wenig südöstlich von Nordheim. Beide Marktgemeinden gehören dem Landkreis Neustadt an der Aisch-Bad Windsheim an.
Kleinere unbesiedelte Waldgebiete am Westrand des Einzugsgebietes gehören auch zur Gemeinde Weigenheim und zu Markt Ippesheim, wie die anderen Gemeinden sind sie Teil des Landkreises Neustadt an der Aisch-Bad Windsheim sind.

## Geologie
Das Einzugsgebiet der Kleinen Ehe liegt zur Gänze im Keuper, größtenteils steht als tiefste Schicht der Gipskeuper (Grabfeld-Formation) des Mittelkeupers an; nur die Scheinberg-Kappe erreicht den darüberliegenden Sandsteinkeuper. Wohl infolge eines tektonischen Horstes zwischen zwei etwa westnordwest-südsüdöstlich ziehenden Störungslinien durchzieht in dieser Richtung ein Streifen von Lettenkeuper (Erfurt-Formation) des Unterkeupers die tieferen Lagen des mittleren Einzugsgebietes etwa von Krassolzheim bis südlich von Nordheim. Die flache Mulde der Kleinen Ehe ist schon ab Krassolzheim von einem breiten und flachen Band aus quartärem Überschwemmungssediment erfüllt.

### BayernAtlas („BA“)
Amtliche Online-Gewässerkarte mit passendem Ausschnitt und den hier benutzten Layern: Karte von Lauf und Einzugsgebiet der Kleinen Ehe

Allgemeiner Einstieg ohne Voreinstellungen und Layer: BayernAtlas der Bayerischen Staatsregierung (Hinweise)
1. 1 2 3  Höhe abgefragt auf dem Hintergrundlayer Amtliche Karte (Rechtsklick).
2. ↑  Höhe nach dem Höhenlinienbild auf dem Hintergrundlayer Amtliche Karte.
3. ↑  Höhe nach schwarzer Beschriftung auf dem Hintergrundlayer Amtliche Karte.
4. ↑  Höhe nach blauer Beschriftung auf dem Hintergrundlayer Amtliche Karte.
5. 1 2 3  Länge abgemessen auf dem Hintergrundlayer Amtliche Karte.
6. 1 2  Einzugsgebiet abgemessen auf dem Hintergrundlayer Amtliche Karte.
7. ↑  Seefläche abgemessen auf dem Hintergrundlayer Amtliche Karte.
8. ↑  Geologie nach dem Layer Geologischen Karte 1:500.000.

### Sonstige
1. ↑  Albrecht Greule: Deutsches Gewässernamenbuch. Walter de Gruyter, Berlin / Boston 2014, ISBN 978-3-11-057891-1, S. 114, „Ehe1“ (Auszug in der Google-Buchsuche).
2. ↑  Karl Albert Habbe: Die naturräumlichen Einheiten auf Blatt 153 Bamberg – Ein Problembündel und ein Gliederungsvorschlag. In: Mitteilungen der Fränkischen Geographischen Gesellschaft 2003/2004, S. 55–102 (PDF-Download)